# Amphimallon atrum
Amphimallon atrum (Herbst, 1790) è un coleottero appartenente alla famiglia degli scarabaeidae (sottofamiglia Melolonthinae).

## Descrizione

### Adulto
A. atrum è un insetto di dimensioni medio-piccole che stazionano tra gli 11 e i 14 mm. Presenta una colorazione marrone scuro, e una lieve pubescenza sul pronoto. Le femmine sono più chiare dei maschi.

### Larva
Le larve hanno l'aspetto di vermi bianchi a forma di "C". Presentano 3 paia di zampe atrofizzate così come il capo.

## Biologia
Gli adulti compaiono con l'inizio dell'estate. Sono di abitudini diurne e si possono osservare i maschi volare nelle giornate assolate in tarda mattinata mentre le femmine rimangono sul suolo.

## Distribuzione
A. atrum è diffuso nel nord della Penisola Iberica, in Francia, in Germania e nel nord-ovest dell'Italia.